# جاك بيرنشتاين
جاك بيرنشتاين (بالإنجليزية: Jack Bernstein)‏ مواليد 05 نوفمبر 1899 في نيويورك - الوفاة 26 ديسمبر 1945، كان ملاكم أمريكي صنّف ضمن فئة الوزن الخفيف.

## إحصائيات
خاض خلال مسيرته 89 نزالا، فاز في 60 وتعادل في 8 وخسر في 21. فاز بالضربة القاضية في 14 نزالا.

## روابط خارجية
- جاك بيرنشتاين على موقع بوكس ريك (الإنجليزية) (registration required)